# 西恩·玛茜
西恩·玛茜-埃利斯，MBE（英語：Sian Louise Massey-Ellis，1985年10月22日—），是一名英格蘭足球及女子足球球證，主要在英格蘭足球聯賽擔任助理球證，同時獲委在英格兰足球超级联赛、英格蘭聯賽錦標、欧洲女子冠军联赛及2011年女子世界杯足球赛外围赛執法，於2010年3月轉任全職球證，並獲推薦成為國際足協女助理球證。

## 生平
2009年5月瑪茜獲選為當年在打比郡主場普莱德公园球场舉行的英格蘭女子足總盃決賽的第四助理球證，賽事於完場前受傷補時有兩個入球，結果阿仙奴以2-1擊敗新特蘭贏得錦標。2009/10年球季瑪茜在男子球賽擔任5場第四助理球證及11場助理球證，於2009年8月29日一場赫里福特聯2-1賽和維爾港的賽事首次獲選派出任助理球證。
2010年2月11日瑪茜主吹在羅奇代爾主場斯波特兰球场（Spotland Stadium）由列斯卡內基對愛華頓的英格蘭女子聯賽盃決賽，她需要為賽事中兩單事件解畫，其一為上半場列斯卡內基球員侵犯對方門將在先，入球被判無效；其二是上半場末段拒絕愛華頓投訴獲判十二碼的要求，列斯卡內基最終以3-1獲勝，取得自這項盃賽在1991/92年球季成立以來的首次冠軍。
2010年3月瑪茜轉為職業球證，更於年底首次獲派在英超執法，於12月28日在黑池以2-0擊敗新特蘭的賽事擔任助理球證。她的第二場賽事於2011年1月22日擔任狼隊對利物浦的助理球證，賽事中她正確判定接應的傳球沒有越位，隨即傳交首開紀錄，最終利物浦大勝3-0完場。但天空體育主持人理察·基斯（Richard Keys）及球評家安迪·格雷（Andy Gray）在賽前咪後對話，基斯稱：「最好有人下去向她解釋越位條例」，而格雷回應：「女性不懂越位」，兩人又嘲弄另一英超球會韋斯咸女副主席卡伦·布雷迪（Karren Brady）當日在一個報章專欄中撰寫關於性別歧視的言論。事件掀起軒然大波，兩人隨即被停止翌日轉播保頓對車路士的職務，1月25日安迪·格雷被天空體育革職，而瑪茜亦退出擔任當晚舉行由克魯對巴拉福特的助理球證。1月26日理察·基斯宣佈辭職。
2011年5月，瑪茜在卡迪夫城主場對米杜士堡時，遭主隊後衛奇雲·麥洛頓蓄意撞跌，瑪絲倒地後立即站起身繼續投入執法，然而麥諾頓未有向對方道歉。事件於英國再掀性別歧視風波。
2020年10月，瑪茜在曼城主場對阿森纳時，遭主隊前鋒塞尔希奥·阿奎罗抓住脖子與肩膀，涉侵犯女助理裁判。她沒有將此事件報告給比賽的首席裁判克里斯·卡瓦納，因此比賽持續進行。

### 國際賽
瑪茜早期參與的國際賽包括於2006年4月20日在2007年女子世界盃足球賽外圍賽英格蘭4-0擊敗奧地利中擔任第四助理球證。2007年9月她在英格蘭女子隊1-2負於丹麥的友誼賽擔任助理球證。她亦在2009年欧洲女子足球锦标赛外圍賽階段擔任助理球證。
2011年女子世界杯足球赛外圍賽瑪茜的參與情度大幅增加，在挪威2-0擊敗烏克蘭、瑞典作客布拉格1-0擊敗捷克及比利時主場11-0大破阿塞拜疆等三場賽事擔任助理球證。

## 個人生活
她嫁給了足球裁判羅伯特·埃利斯。

## 外部連結
- ASSISTANT REFEREE:SIAN MASSEY（页面存档备份，存于）